# Jordan (Ermland)

Jordan von Ermland

Jordan von Ermland († 28. November 1328) war 1327–1328 Bischof von Ermland.

## Leben
Der spätere Bischof Jordan ist erstmals 1308 als Pfarrer von Christburg und Domherr an der Kathedrale Mariä Himmelfahrt und St. Andreas belegt. Seit 1318 war er Dompropst und unterstützte den Bischof Eberhard von Neisse in dessen letzten Regierungsjahren, wobei er die von diesem begonnene Besiedlung von Mehlsack förderte und an der Gründung von Guttstadt beteiligt war. Nach Eberhards Tod 1326 wurde er vom Domkapitel zu dessen Nachfolger gewählt. 
Wegen der erforderlichen päpstlichen Bestätigung begab er sich zu Papst Johannes XXII. nach Avignon. Dort wurde von dem ebenfalls anwesenden Rigaer Bischof Friedrich von Pernstein, zu dessen Erzbistum das Bistum Ermland als Suffragan gehörte, festgestellt, dass die vorgeschriebene öffentliche Bekanntmachung des Wahlergebnisses versäumt worden war und die Wahl deshalb ungültig sei. Nachdem Jordan auf die ihm aus der Wahl zustehenden Rechte verzichtete, wurde ihm am 12. August 1327 das Bistum Ermland von Papst Johannes XXII. übertragen. Die Bischofsweihe erteilte ihm in Avignon der Toledoer Erzbischof Johannes von Aragon.
1328 ist Jordan wieder in seinem Bistum belegt, starb jedoch schon am 28. November d. J. Sein Leichnam wurde im Frauenburger Dom beigesetzt. Aus seiner kurzen Amtszeit ist nur die Gründung einiger Dörfer überliefert.